# Nikon F100
La Nikon F100 è una fotocamera SLR per pellicola 35 mm del 1998.

## Descrizione
Versione minore della Nikon F5, questa macchina è l'evoluzione della Nikon F90X del 1994 e presenta le funzioni PASM, esposimetro Matrix a dieci segmenti (più la media compensata al centro e spot) e autofocus a cinque aree.
Costruita in lega di alluminio e magnesio, resiste molto bene a colpi e vibrazioni.
L'otturatore è in fibra di carbonio con tempi da 30 secondi a 1/8000s più la posa B.
La sensibilità va da 6 a 6400 ISO e da 25 a 5000 se impostata su DX (la macchina imposta da sé la sensibilità non appena "vede" le placche del caricatore).
Dispone di un comando "Bracketing" incorporato (i modelli precedenti richiedono un dorso specifico per questo). L'avanzamento e il riavvolgimento della pellicola sono motorizzati.
Una caratteristica pochissimo apprezzata dall'utenza - specie considerato il posizionamento sul mercato della fotocamera - è il dorso posteriore in materiale plastico, i cui ganci di chiusura peraltro sono molto soggetti a rotture.
Questo è uno dei modelli di Nikon che pone le forme per le future SLR Nikon digitali.